# Tipula (Tipula) lourensi
Tipula (Tipula) lourensi is een tweevleugelige uit de familie langpootmuggen (Tipulidae). De soort komt voor in het Afrotropisch gebied.